# Непеинский сельсовет (Московская область)
Непеинский сельсовет — упразднённая административно-территориальная единица, существовавшая на территории Московской губернии и Московской области до 1939 года.
Непеинский сельсовет был образован в первые годы советской власти. По данным 1918 года он входил в состав Дмитровской волости Дмитровского уезда Московской губернии.
По данным 1926 года в состав сельсовета входил 1 населённый пункт — деревня Непейно.
В 1929 году Непеинский с/с был отнесён к Дмитровскому району Московского округа Московской области.
17 июля 1939 Непеинский с/с был упразднён. При этом его территория (селение Непейно) была передана Орудьевскому с/с.